# Spiriferida
Ordre
Les Spiriferida constituent un ordre éteint de brachiopodes articulés,.
Ils sont apparus durant l'Ordovicien supérieur avec l'espèce Eospirifer praecursor, décrite par Rong et al. en 1994. Au Dévonien le groupe a connu une radiation évolutive remarquable avec un nombre considérable d'espèces et d'individus qui sont parmi les principaux fossiles de cette période. Ils sont souvent fossilisés en pyrite. Le groupe des Spiriferida a été affecté par la grande extinction Permien-Trias mais a survécu durant le Trias avant de s'éteindre au Jurassique inférieur.
Un des genres les plus connus du groupe est Spirifer.

## Description
Ces brachiopodes à coquille striée sont caractérisés par une longue charnière qui leur donne une forme triangulaire. Cette charnière est même parfois plus longue que la coquille qui prend alors la forme d'une aile comme pour le genre Mucrospirifer.

## Étymologie

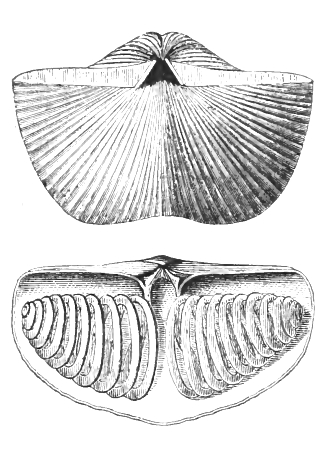
Spirifer striatus: vue externe et interne (avec son lophophore).

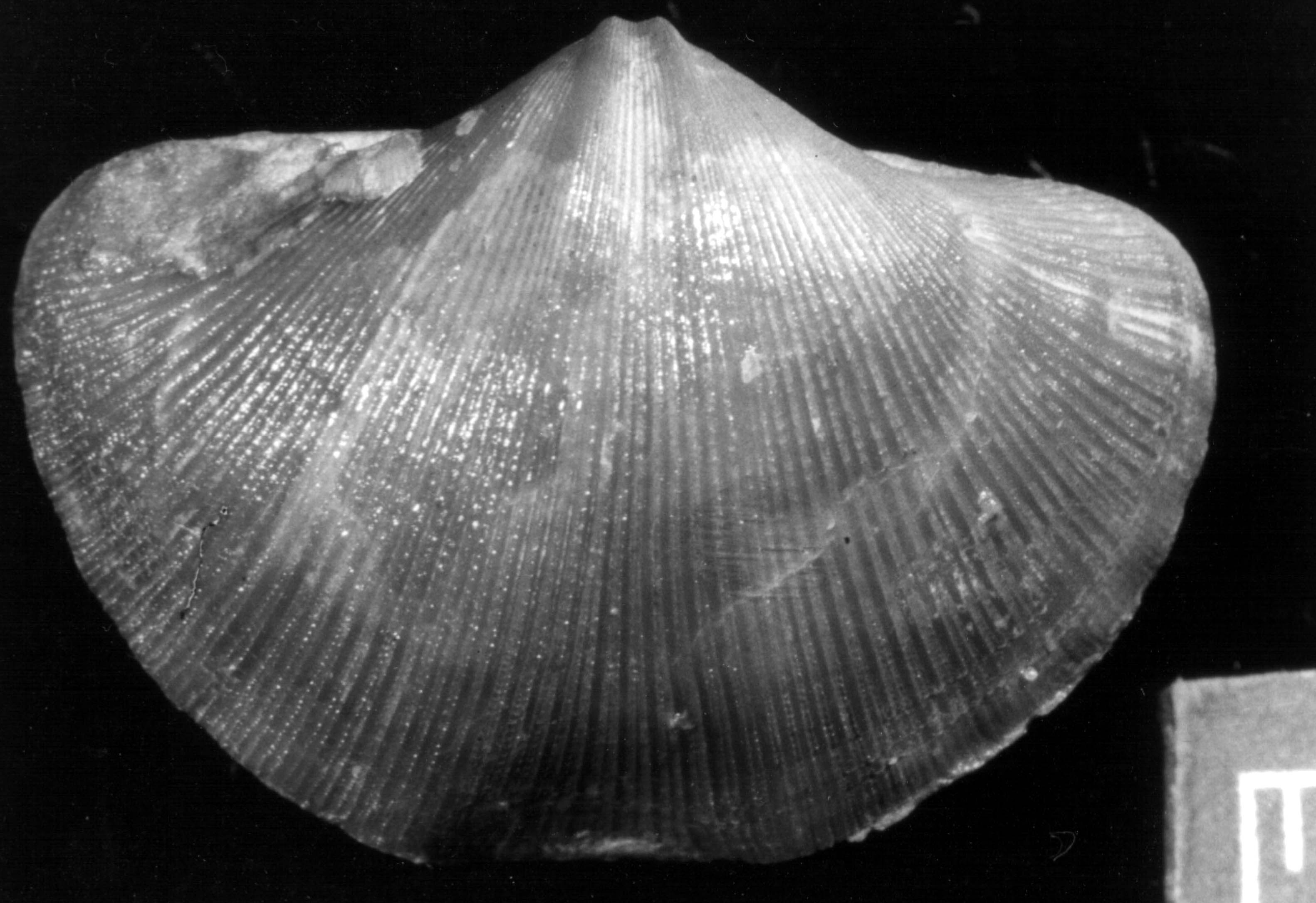
Eospirifer radiatus (J. de C. Sowerby, 1834).

Le nom de Spiriferida vient de la forme en double spire de l'ossature de la « bouche » (lophophore) de ces brachiopodes. Ce support ou « brachidium » est souvent préservé au sein des coquilles sous la forme de fines spirale de calcite.

## Taxonomie
Ordre Spiriferida
- Sous-ordre Delthyridina
  - Superfamille Delthyridoidea
    - Famille Acrospiriferidae
    - Famille Cyrtinopsidae
    - Famille Delthyrididae
    - Famille Hysterolitidae
    - Famille Mucrospiriferidae

  - Superfamille Reticularioidea
    - Famille Elythidae
    - Famille Reticulariidae
    - Famille Thomasariidae
    - Famille Xenomartiniidae
- Sous-ordre Spiriferidina
  - Superfamille Adolfioidea
    - Famille Adolfiidae
    - Famille Echinospiriferidae

  - Superfamille Ambocoelioidea
    - Famille Ambocoeliidae
    - Famille Eudoxinidae
    - Famille Lazutkiniidae
    - Famille Verneuiliidae

  - Superfamille Brachythyridoidea
    - Famille Brachythyrididae
    - Famille Skelidorygmidae

  - Superfamily Cyrtioidea (syn. Cyrtiacea)
    - Family Costispiriferidae
    - Family Cyrtiidae
    - Family Hedeinopsidae

  - Superfamille Cyrtospiriferoidea
    - Famille Conispiriferidae
    - Famille Cyrtospiriferidae
    - Famille Spinocyrtiidae

  - Superfamille Martinioidea
    - Famille Crassumbidae
    - Famille Elythynidae
    - Famille Gerkispiridae
    - Famille Ingelarellidae
    - Famille Martiniidae
    - Famille Perissothyrididae
    - Famille Tenellodermidae

  - Superfamille Paeckelmanelloidea
    - Famille Paeckelmanellidae
    - Famille Strophopleuridae

  - Superfamille Spiriferoidea
    - Famille Choristitidae
    - Famille Imbrexiidae
    - Famille Reticulariacea
    - Famille Spiriferellidae
    - Famille Spiriferidae
    - Famille Trigonotretidae

  - Superfamille Theodossioidea
    - Famille Palaeochoristitidae
    - Famille Theodossiidae
    - Famille Ulbospiriferidae